# Гимсон, Альфред Чарльз
Альфред Чарльз Гимсон(англ. Alfred Charles Gimson; 7 июля 1917 — 22 апреля 1985) — британский фонетист, председатель Международной фонетической ассоциации в 1984—1985 годах. Гимсон считается автором классического учебника практической фонетики английского языка.

## Биография
Родился в лондоне 7 июня 1917 года. Среднее образование получил в Эманюэл-скул в Уэндсуорте. Затем поступил в Университетский колледж Лондона, где профессионально изучал французский язык. Именно здесь он там он изучал фонетику у Дэниела Джонса и Элен Кустенобль. После прохождения военной службы во время Второй мировой войны в качестве офицера-связиста, Джонс начал работу в Лондонском университете в качестве ассистента на фонетическом факультете. К 1945 году Альфред Чарльз Гимсон дослужился до майора. Гимсон работал на факультете фонетики и лингвистики до выхода на пенсию в 1983 году. В 1961 году Альфред Чарльз Гимсон был назначен доцентом Лондонского университета, а в 1966 году стал профессором. С 1971 по 1983 году Гимсон был деканом факультета.

## Введение в английскую фонетику
В 1962 году вышло «Введение в английскую фонетику» (англ. Introduction to the Pronunciation of English), самый известный труд Гимсона. В этом пособии Гибсон продолжает изучение фонетики в духе британского дескриптивизма, привнеся в английскую фонетическую науку структуралистскую фонематику в том виде, в котором её отстаивали Трейгер и Смит, сопротивляясь идеи применения в книге фонематического анализа, который был широко распространён в американской лингвистике. Гимсон называет фонетический анализ чрезмерным упрощением.
По мнению Джона Уэллса, британского фонетиста, в этом пособии Гимсон отверг некоторые менее правильные положения Джонса: Альфред Гимсон отрицал хронематический анализ, согласно которому слова beat и bit принадлежали к одной и той же фонеме. Гимсон оставил после себя достаточно прочную теоретическую базу для преподавания английской фонетики. Несмотря на заголовок, книга не является одним лишь введением. В добавление к фонетическим деталям, установленным Джонсом, Гимсон описал исторический фон, на котором появилось RP. Вместе с тем были описаны текущие изменения в RP. Данная работа по RP является классической, хотя её содержание считается устаревшим.

## Словарь английского произношения
После смерти Дэниела Джонса издатели Словаря английского произношения (англ. English Pronunciation Dictionary) пригласили его внести в словарь некоторые изменения, согласно данным передовой науки. Гимсон был ответственным редактором репринтного издания 1964 года, «пересмотренного» 13-го издания 1967 года, и «полностью пересмотренного» 14-го издания 1877 года. В обоих было внесено изменение в английскую транскрипцию: в издании 1967 года появился современный знак /əʊ/ вместо /oʊ/. В издании 1977 года Альфред гимсон ввёл качественно-количественную систему записи звуков, приведя английскую транскрипцию в соответствие со своим «Введение в английскую фонетику».

## Членство в Международной Фонетической ассоциации
Альфред Гимсон был секретарём МФА с 1949 по 1975 год. Будучи в должности секретаря, Гимсон занимал пост казначея этого научного общества до своего избрания в председатели МФА. В период его руководства обществом журнал Le Maitre
Phonitique, в котором помещались лишь краткие научные труды на Journal of International phonetic Association, в котором стали выходить статьи намного объёмнее.

## Научные труды Гимсона
- Arnold, G.F. and Gimson, A.C (1965). English Pronunciation Practice. London: University of London Press
- Gimson, A.C (1962). Introduction to the Pronunciation of English. London: Arnold. Fourth edition (1989) revised by Ramsaran, S.; sixth edition (2001) revised by Cruttenden, A.
- Gimson, A.C (1975). A Practical Course of English Pronunciation: A Perceptual Approach. London: Arnold[6]
- Gimson, A.C (ed.) (1977). English Pronouncing Dictionary. London: Dent